# Херман II (Хесен)
Херман II фон Хесен „Учения“ (на немски: Hermann II von Hessen, „der Gelehrte“, * 1341 в замък Гребенщайн, † 24 май 1413) от Дом Хесен е от 1367 г. съ-регент на чичо му ландграф Хайнрих II и по-късно от 1376 до 1413 г. ландграф на Хесен.
Той е син на Лудвиг (* 1305, † 1345), господар на замък Гребенщайн и съпругата му Елизабет (Елизе, * ок. 1330), дъщеря на граф Симон II фон Спонхайм (1270 – 1336) и вдовица на швабския граф Рудолф I фон Хоенберг († 1336). Баща му е третият син на ландграф Ото I фон Хесен и Аделхайд фон Равенсберг (* 1270, † 1335/3139).
Той трябва, както брат му Ото (* 1341, † 1357), да започне духовническа кариера, следва в Париж и Прага и става пропст в Ньортен и също домхер в Магдебург и Трир.
След смъртта на наследника на трона Ото II (Otto „der Schütz“), синът на ландграф Хайнрих II „Железния“ (* пр. 1302, † 1376), през декември 1366 г., Хайнрих II назначава племенника си Херман през 1367 г. за съ-регент.

## Семейство и деца
Херман II се жени два пъти. На 3 февруари 1377 г. той се жени за графиня Йохана фон Насау-Вайлбург (1355 – 1383), дъщеря на граф Йохан I фон Насау-Вайлбург († 1371) и графиня Йохана фон Саарбрюкен († 1381), с която няма деца. На 15 октомври 1383 г. в Кулмбах той се жени за Маргарета фон Хоенцолерн-Нюрнберг (1363 – 1406), дъщеря на бургграф Фридрих V фон Нюрнберг от род Хоенцолерн и на принцеса Елизабет фон Майсен (1329 – 1375), дъщеря на маркграф Фридрих II фон Майсен и на Мехтхилд/Матилда Баварска, дъщеря на император Лудвиг Баварски и Беартикс фон Швейдниц. С нея той има осем деца, от които само три живеят по-дълго:
- Анна (1385 – 1386)
- Хайнрих (1387 – 1394)
- Елизабет (1388 – 1394)
- Маргарета (1389 – 1446), ∞ 1409 херцог Хайнрих I фон Брауншвайг-Люнебург (1355 – 1416)
- Агнес фон Хесен (1391 – 1471), ∞ 1406 херцог Ото II фон Брауншвайг-Гьотинген (1380 – 1463)
- Херман (1396 – 1406)
- Фридрих (1398 – 1402)
- Лудвиг I (1402 – 1458), ландграф на Хесен, ∞ 1436 Анна Саксонска (1420 – 1462)